# Melitaea kalugini
Melitaea kalugini är en fjärilsart som beskrevs av Kardakoff 1928. Melitaea kalugini ingår i släktet Melitaea och familjen praktfjärilar. Inga underarter finns listade i Catalogue of Life.